# أرغولية
أرغولية أو قمل السمك (الاسم العلمي Argulidae)، فصيلة دويبات حشرية (طفيلية) من خيشوميات الذيل ورتبة الأرغوليات. أعطانها المياه العذبة والمالحة.